# Dirka po Alpah
Dirka po Alpah (uradno angleško Tour of the Alps) je moška etapna kolesarska dirka, ki vsako leto aprila poteka v Italiji in Avstriji. Prvič je potekala leta 1962 pod imenom Dirka po Trentu (italijansko Giro del Trentino), kot se je imenovala do leta 2014, ko je potekala v štirih etapah po italijanski deželi Trentino - Zgornje Poadižje. Leta 2015 se je združila z bližnjo enodnevno dirko Trofeo Melinda in se imenovala Dirka po Trentu Melinda (italijansko Giro del Trentino Melinda). Od leta 2017 poteka v sedanji obliki s petimi etapami in kot Dirka po Alpah, ker poteka po evroregiji Tirolska–Južna Tirolska–Trento, ki vključuje avstrijsko deželo Tirolsko ter italijanski avtonomni pokrajini Južno Tirolsko in Trento. Najuspešnejši kolesar v zgodovini dirke je Damiano Cunego s tremi zmagami.

## Zmagovalci
| Leto            | Zmagovalec                           | Drugi                                | Tretji                               |
| Dirka po Trentu | Dirka po Trentu                      | Dirka po Trentu                      | Dirka po Trentu                      |
| --------------- | ------------------------------------ | ------------------------------------ | ------------------------------------ |
| 1962            | Enzo Moser                           | Alcide Cerato                        | Gaetano Sarazin                      |
| 1963            | Guido De Rosso                       | Franco Cribiori                      | Ercole Baldini                       |
| 1964—78         | ni potekala                          | ni potekala                          | ni potekala                          |
| 1979            | Knut Knudsen                         | Francesco Moser                      | Roger De Vlaeminck                   |
| 1980            | Francesco Moser                      | Tommy Prim                           | Gianbattista Baronchelli             |
| 1981            | Roberto Visentini                    | Francesco Moser                      | Giovanni Mantovani                   |
| 1982            | Giuseppe Saronni                     | Francesco Moser                      | Gianbattista Baronchelli             |
| 1983            | Francesco Moser                      | Bruno Leali                          | Emanuele Bombini                     |
| 1984            | Franco Chioccioli                    | Emanuele Bombini                     | Luciano Loro                         |
| 1985            | Harald Maier                         | Silvano Contini                      | Gerhard Zadrobilek                   |
| 1986            | Carrera Jeans                        | Del Tongo-Colnago                    | Atala-Ofmega                         |
| 1987            | Claudio Corti                        | Gianbattista Baronchelli             | Tony Rominger                        |
| 1988            | Urs Zimmermann                       | Tony Rominger                        | Helmut Wechselberger                 |
| 1989            | Mauro Antonio Santaromita            | Claudio Chiappucci                   | Luca Gelfi                           |
| 1990            | Gianni Bugno                         | Pjotr Ugrumov                        | Leonardo Sierra                      |
| 1991            | Leonardo Sierra                      | Massimiliano Lelli                   | Stephen Hodge                        |
| 1992            | Claudio Chiappucci                   | Roberto Conti                        | Zenon Jaskuła                        |
| 1993            | Maurizio Fondriest                   | Claudio Chiappucci                   | Leonardo Sierra                      |
| 1994            | Moreno Argentin                      | Jevgenij Berzin                      | Francesco Casagrande                 |
| 1995            | Heinz Imboden                        | Mariano Piccoli                      | Francesco Frattini                   |
| 1996            | Wladimir Belli                       | Enrico Zaina                         | Nelson Rodríguez                     |
| 1997            | Luc Leblanc                          | Pavel Tonkov                         | Leonardo Piepoli                     |
| 1998            | Paolo Savoldelli                     | Dario Frigo                          | Francesco Casagrande                 |
| 1999            | Paolo Savoldelli                     | Gilberto Simoni                      | Marco Pantani                        |
| 2000            | Simone Borgheresi                    | Niklas Axelsson                      | Paolo Savoldelli                     |
| 2001            | Francesco Casagrande                 | Leonardo Piepoli                     | Raimondas Rumšas                     |
| 2002            | Francesco Casagrande                 | Julio Alberto Pérez Cuapio           | Gilberto Simoni                      |
| 2003            | Gilberto Simoni                      | Stefano Garzelli                     | Tadej Valjavec                       |
| 2004            | Damiano Cunego                       | Jure Golčer                          | Gilberto Simoni                      |
| 2005            | Julio Alberto Pérez Cuapio           | Jevgenij Petrov                      | Sergio Ghisalberti                   |
| 2006            | Damiano Cunego                       | Luca Mazzanti                        | Eddy Ratti                           |
| 2007            | Damiano Cunego                       | Michele Scarponi                     | Luca Mazzanti                        |
| 2008            | Vincenzo Nibali                      | Stefano Garzelli                     | Domenico Pozzovivo                   |
| 2009            | Ivan Basso                           | Jani Brajkovič                       | Przemysław Niemiec                   |
| 2010            | Aleksander Vinokurov                 | Riccardo Riccò                       | Domenico Pozzovivo                   |
| 2011            | Michele Scarponi                     | Tiago Machado                        | Luca Ascani                          |
| 2012            | Domenico Pozzovivo                   | Damiano Cunego                       | Sylwester Szmyd                      |
| 2013            | Vincenzo Nibali                      | Mauro Santambrogio                   | Maxime Bouet                         |
| 2014            | Cadel Evans                          | Domenico Pozzovivo                   | Przemysław Niemiec                   |
| 2015            | Richie Porte                         | Mikel Landa                          | Leopold König                        |
| 2016            | Mikel Landa                          | Tanel Kangert                        | Jakob Fuglsang                       |
| Dirka po Alpah  |                                      |                                      |                                      |
| 2017            | Geraint Thomas                       | Thibaut Pinot                        | Domenico Pozzovivo                   |
| 2018            | Thibaut Pinot                        | Domenico Pozzovivo                   | Miguel Ángel López                   |
| 2019            | Pavel Sivakov                        | Tao Geoghegan Hart                   | Vincenzo Nibali                      |
| 2020            | odpovedano zaradi pandemije covid-19 | odpovedano zaradi pandemije covid-19 | odpovedano zaradi pandemije covid-19 |
| 2021            | Simon Yates                          | Pello Bilbao                         | Aleksander Vlasov                    |
| 2022            | Romain Bardet                        | Michael Storer                       | Thymen Arensman                      |
| 2023            | Tao Geoghegan Hart                   | Hugh Carthy                          | Jack Haig                            |
| 2024            | Juan Pedro López                     | Ben O'Connor                         | Antonio Tiberi                       |
| 2025            | Michael Storer                       | Thymen Arensman                      | Derek Gee                            |